# Брудне кохання
Брудне кохання (англ. Dirty Love) — американський романтично-комедійний фільм 2005 року з Дженні Маккарті у головній ролі, знятий режисером Джоном Ешером. Він був одружений із Маккарті, але розлучився в місяць виходу «Брудного кохання».
Заснований на низькоякісному, так званому, «туалетному» гуморі фільм зазнав нищівної критики та провалився в прокаті; був відмічений преміями «Золота малина» в категоріях: «Найгірший фільм», «Найгірший сценарій» та «Найгірша акторка».

## Сюжет
Фотографиня Ребекка Соммерс викриває зраду свого бойфленда й моделі Річарда та горить бажанням помститися. Найкращі подружки Ребекки, Керрі й Мішель, допомагають їй влаштувати побачення із чоловіками. Проте нові знайомі виявляються дуже дивними: фокусник, поціновувач екстазі, рибний фетишист, режисер із слабким шлунком тощо. Намагання викликати ревнощі Річарда приводить Ребекку в найдивніші ситуації, поки вона не розуміє, що щастя може бути зовсім поряд.

## Акторський склад
- Дженні Маккарті — Ребекка Соммерс
- Едді Кей Томас — Джон, друг
- Кармен Електра — Мішель Лопес, подруга
- Віктор Вебстер[en] — Річард, бойфренд
- Кем Гескін — Керрі Вінтерс, подруга
- Дерик Віблі — Тоні
- Гільєрмо Діас — Том Гудіні
- Джессіка Коллінз — Манді